# Otão de Bamberga
Otão de Bamberga (em alemão:  Otto von Bamberg, em polonês/polaco:  Otton z Bambergu; 1060 ou 1061 - 30 de junho de 1139) foi bispo de Bamberga e um missionário que, como legado papal, converteu grande parte da Pomerânia medieval ao cristianismo.

## Vida anterior
De acordo com escassas fontes contemporâneas, Otão nasceu em uma família nobre ( edelfrei ) que possuía propriedades no Jura da Suábia. Uma possível descendência da casa nobre da Francônia de Mistelbach ou uma relação materna com a dinastia Hohenstaufen não foi estabelecida de forma conclusiva. Como seu irmão mais velho herdou a propriedade de seu pai, Otão se preparou para uma carreira eclesiástica e foi mandado para a escola, provavelmente na Abadia de Hirsau ou em um de seus mosteiros filiais.
Quando em 1082 a princesa saliana Judite da Suábia, irmã do imperador Henrique IV, se casou com o duque piasta Ladislau I Hermano, ele a seguiu como capelão na corte polonesa. Em 1091 ele entrou ao serviço de Henrique IV; ele foi nomeado chanceler do imperador em 1101 e supervisionou a construção da Catedral de Espira.

## Bispo

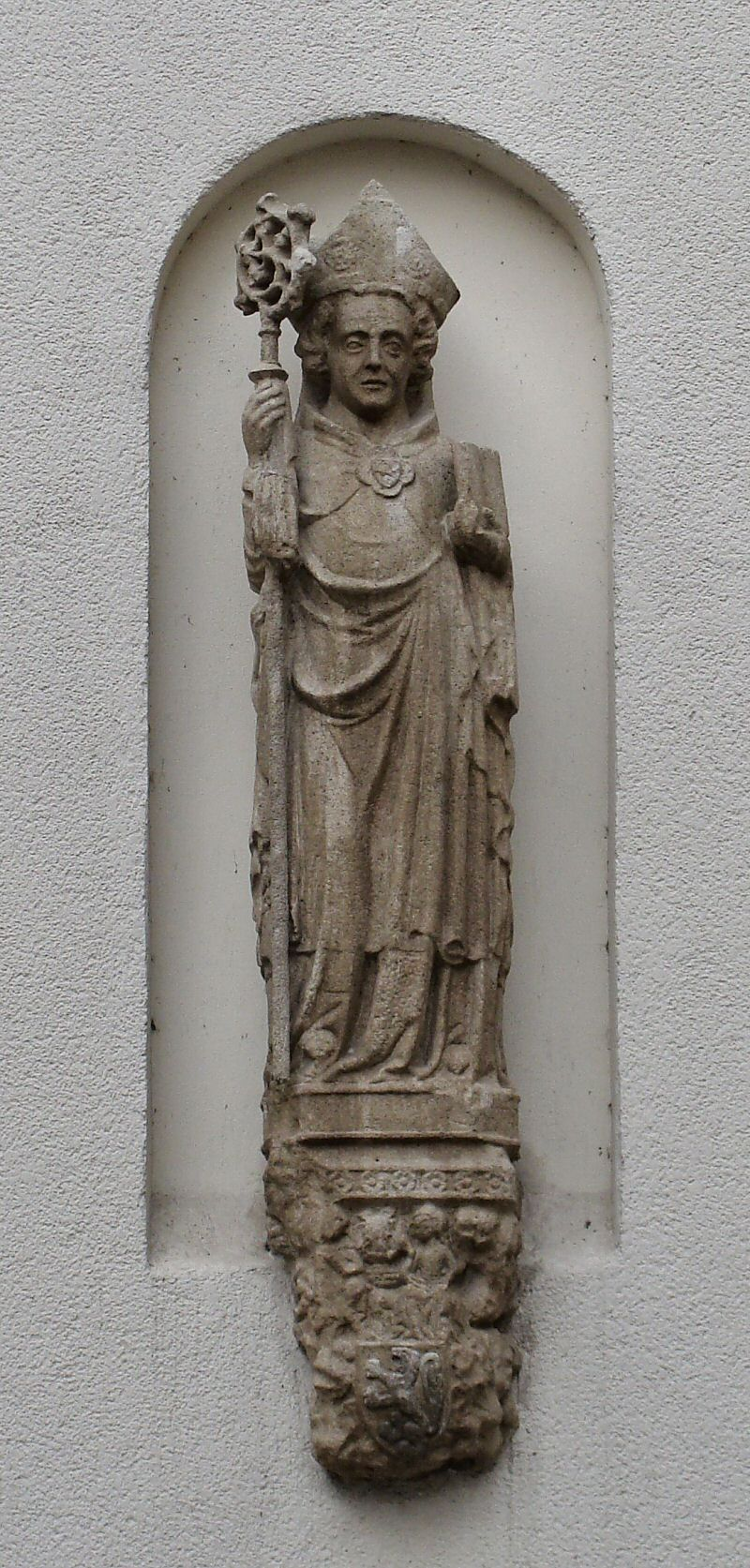
Estátua de Otão no Castelo Ducal da Pomerânia, Estetino

Em 1102, o imperador o nomeou e investiu como bispo de Bamberga na Francônia (agora no estado da Baviera), e Otão se tornou um dos principais príncipes da Alemanha medieval. Ele consolidou seus territórios amplamente dispersos e durante seu mandato como bispo, Bamberga ganhou grande destaque.
Em 1106, Otão recebeu o pálio do Papa Pascoal II. Ele alcançou fama como diplomata e político, principalmente durante a Controvérsia de Investidura entre o imperador e o papado. Foi o bispo Otão, substituindo o arcebispo preso Adalberto de Mainz, que vestiu Hildegarda de Bingen como freira beneditina na Abadia de Disibodenberg por volta de 1112. Ele permaneceu leal à corte imperial e, como consequência, foi suspenso por um partido papal liderado por Cuno de Praeneste no Sínodo de Fritzlar em 1118. No Congresso de Vurzburgo em 1121, Otão negociou com sucesso o tratado de paz, a Concordata de Worms, que foi assinado em 1122. Na década de 1130, ele continuou a arbitrar entre o imperador Lotário de Suplimburgo e os Hohenstaufens em ascensão.
Como bispo, Otão levou uma vida modelo, simples e frugal, mas fez muito para melhorar seus domínios eclesiástico e temporal. Ele restaurou e completou a Catedral de Bamberga após ela ter sido danificada por um incêndio em 1081, melhorou a escola da catedral, estabeleceu vários mosteiros e construiu várias igrejas em todo o seu território. Ele expandiu muito a cidade de Bamberga, reconstruindo o Mosteiro de São Miguel, que havia sido destruído por um terremoto por volta de 1117.

## Missionário
Entre suas grandes realizações estava seu pacífico e bem-sucedido trabalho missionário entre os pomeranos, depois que várias tentativas anteriores forçadas dos governantes poloneses e do bispo espanhol Bernardo de converter a Pomerânia ao cristianismo falharam. Otão foi enviado em sua primeira missão pelo duque polonês Boleslau III da Polônia em 1124. Como legado papal oficial, ele converteu um grande número de pomerânios, notadamente nas cidades de Pyrzyce, Kamień, Estetino e Jomsburgo, e estabeleceu onze igrejas e ficou conhecido como o "Apóstolo da Pomerânia".
Depois que ele retornou a Bamberga em 1125, alguns costumes pagãos começaram a se reafirmar, e Otão viajou mais uma vez para a Pomerânia em 1128. Na Dieta de Usedom, ele conseguiu converter todos os nobres, converteu outras comunidades e enviou sacerdotes de Bamberga para servir na Pomerânia. Sua intenção de consagrar um bispo para a Pomerânia foi frustrada pelos bispos de Madeburgo e Gniezno, que reivindicaram direitos metropolitanos sobre a Pomerânia. Só depois de sua morte em 1139 seu ex-companheiro, Adalberto da Pomerânia, foi consagrado Bispo de Wolin, em 1140.

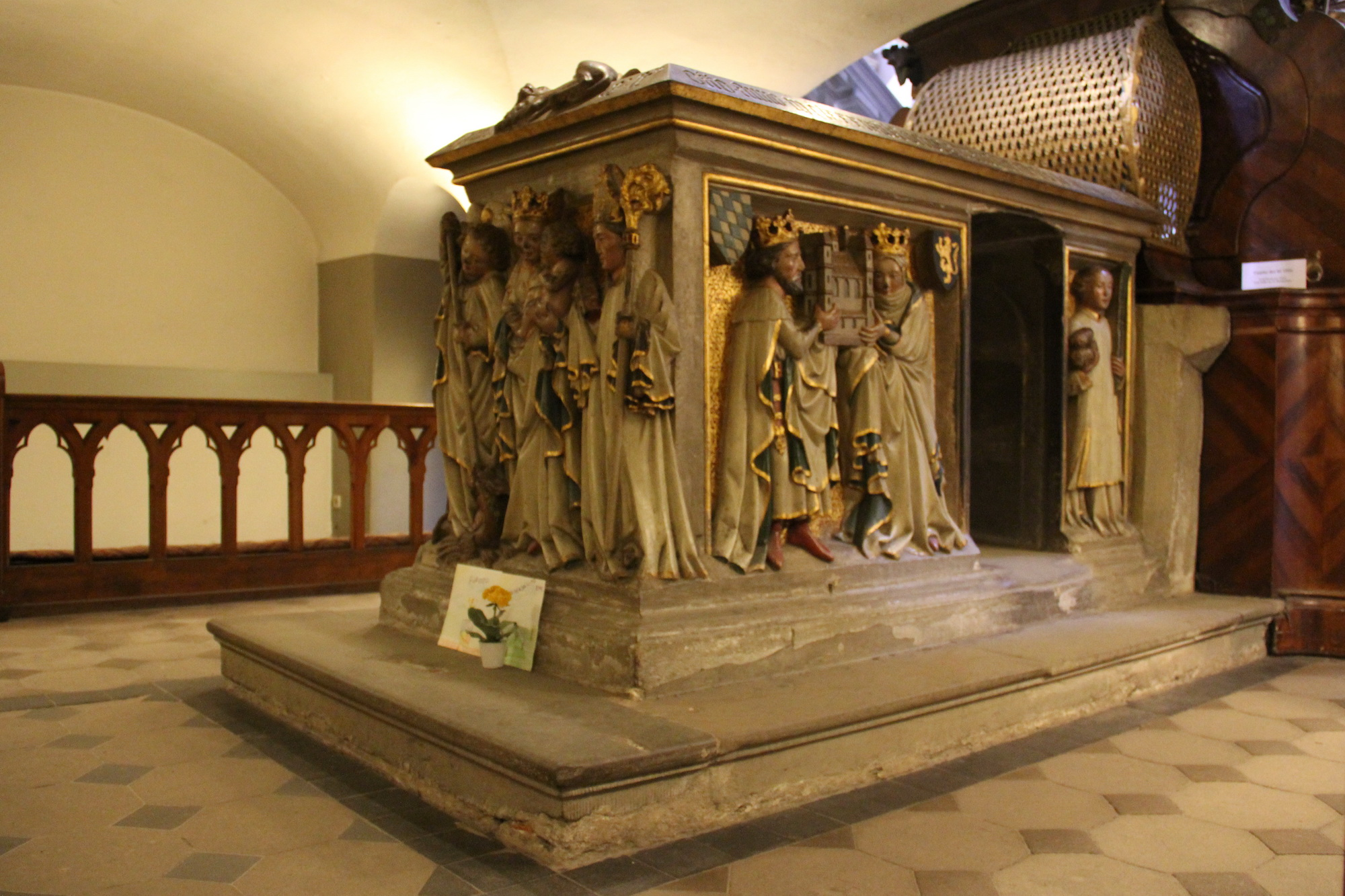
Tumba de Otão na Igreja da Abadia de Michaelsberga

Otão morreu em 30 de junho de 1139 e foi enterrado na Abadia de Michaelsberga, em Bamberga. Ele foi canonizado em 1189 pelo Papa Clemente III. Embora ele tenha morrido em 30 de junho, seu nome está registrado no martirológio romano em 2 de julho.
A área da Prússia ocidental ao redor de Danzigue também foi cristianizada via Pomerânia, e o mosteiro de Oliwa em Danzigue foi estabelecido naquela época, enquanto a Prússia oriental foi cristianizada posteriormente via Riga pelos Cavaleiros Teutônicos.